# Ruta (enhet)
Ruta är ett ytmått använt vid torvupptagning, nyodling, skörd av betor och liknande jordbruksarbeten. Ruta är inte en SI-enhet.
En ruta är detsamma som 100 famnar i kvadrat eller om man så vill 900 alnar i kvadrat, det vill säga 317,2 kvadratmeter. Förhållandet är enklare att se i formelform:
1 ruta = 1002 famnar = 9002 alnar = (17,8 m)2 = 317,2 m2

## Användning i korthet
- Tegel läggs vid lossning från fartyg upp i så kallade rutor, det vill säga i kuber om vardera 100 tegel. (Uppgift från 1949.)